# Alkounek chocholatý
Alkounek chocholatý (Aethia cristatella) je malý mořský pták z čeledi alkovitých, který se vyskytuje v severní části Tichého oceánu v Beringově a Ochotském moři. Většinu života tráví daleko od břehu nad hlubokými oceánskými vodami, kde se živí krilem, občas i dalšími menšími mořskými živočichy. Na pevninu zalétává jen v teplých měsících za účelem hnízdění, které probíhá v hustě obydlených koloniích o tisících, v krajním případě až do milionu jedinců. Jedná se o málo dotčený druh s odhadovanou populací kolem 8,2 milionu ptáků.

## Systematika
Formální popis druhu připadá na rok 1769, kdy druh pojmenoval německý přírodovědec Peter Simon Pallas jako Alca cristatella. Druh se dnes řadí do nepočetného rodu Aethia, který vyzdvihl jiný německý přírodovědec Blasius Merrem v roce 1788. Jedná se o monotypický taxon, tzn. nerozeznávají se žádné poddruhy. Nejbližším příbuzným alkounka chocholatého je alkounek drobný (Aethia pygmaea). Oba tito alkounci sdílí nejméně tři společné znaky, kterými jsou nápadná chocholka na čele, citrusový zápach opeření a stejná vokalizace.

## Popis

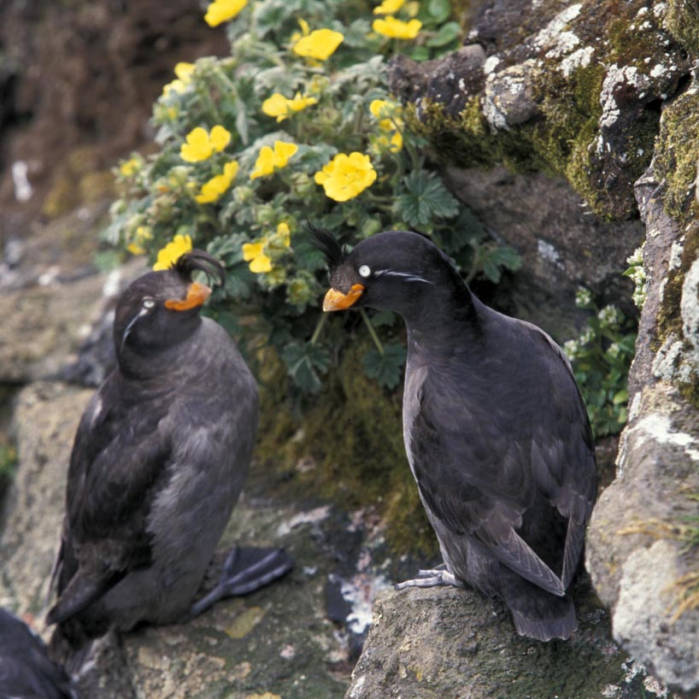
Pár alkounků chocholatých

Délka těla dosahuje kolem 23–27 cm, rozpětí křídel se pohybuje kolem 40–50 cm. Dospělí jedinci váží kolem 260 g. Pohlavní dvojtvárnost v opeření není vyvinuta, tzn. samec i samice vypadají stejně. Jediným vnějším odlišovacím znakem samce a samice je tvar zobáku, který je u samice zdánlivě delší, s takřka rovným slemenem (hřebenem horního zobáku) a bez zahnutí špičky. Samcovo slemeno je silně prohnuté a špička horního zobáku přesahuje dolní zobák, přes který je hákovitě zahnutá. Zkušený pozorovatel může díky tvaru zobáku odlišit samce od samice s asi 90 % přesností.
Dospělec ve svatebním šatu má hlavu a svrchní stranu těla šedočernou. Z čela vyrůstá nápadná, dopředu prohnutá černá chocholka s iridiscentním nádechem. Tato chocholka je tvořena 2–23 (průměrně 12) tenkými pery o délce 8,1–58,5 mm. Od zadní části oka přes příuší směrem k šíji se táhne nápadný bílý tenký proužek. Spodní strana těla je hnědošedá. Statný, krátký zobák je oranžovočervený, jeho špička je rohově zbarvená. V době hnízdění se zobák pokrývá rohovinovými, sytě oranžovočerveně pigmentovanými plátky, které po skončení hnízdění odpadnou. Duhovky jsou bílé, nohy šedočerné.
Prostý šat se vyznačuje kratší chocholkou a bledě žlutým zobákem bez rohovinových plátků, takže je zobák menší. Nedospělí jedinci připomínají dospělce v prostém šatu. Jejich opeření je převážně tmavě šedé, spodina o něco světlejší. Proužek za okem i chocholka nedospělců jsou pouze velmi krátké.

## Výskyt
Domovinou alkounka chocholatého je Beringovo a Ochotské moře. Hnízdí hlavně na řídce obydlených nebo zcela neosídlených ostrovech v obou mořích, jako jsou Ostrov Svatého Vavřince, Aleutské ostrovy, Nunivak, ostrovy Pribilof a mnohé další. Zimní období tráví v jižní části svého areálu výskytu od Japonska na západě po aljašský ostrov Kodiak na východě. Zatoulaní jedinci jsou známi z Kanady a Mexika. Celková populace se odhaduje na 8,2 milionu jedinců.
Hnízdní biotop druhu představují štěrkové srázy, mořské útesy, plochy s balvany i lávová pole. Potravu sbírá zásadně na moři, kde se objevuje hlavně nad hlubšími vodami, typicky v lokalitách s vysokou koncentrací zooplanktonu daleko od pobřeží. V zimě se může sdružovat do hejn čítajících i 15 000 jedinců.

## Biologie a chování

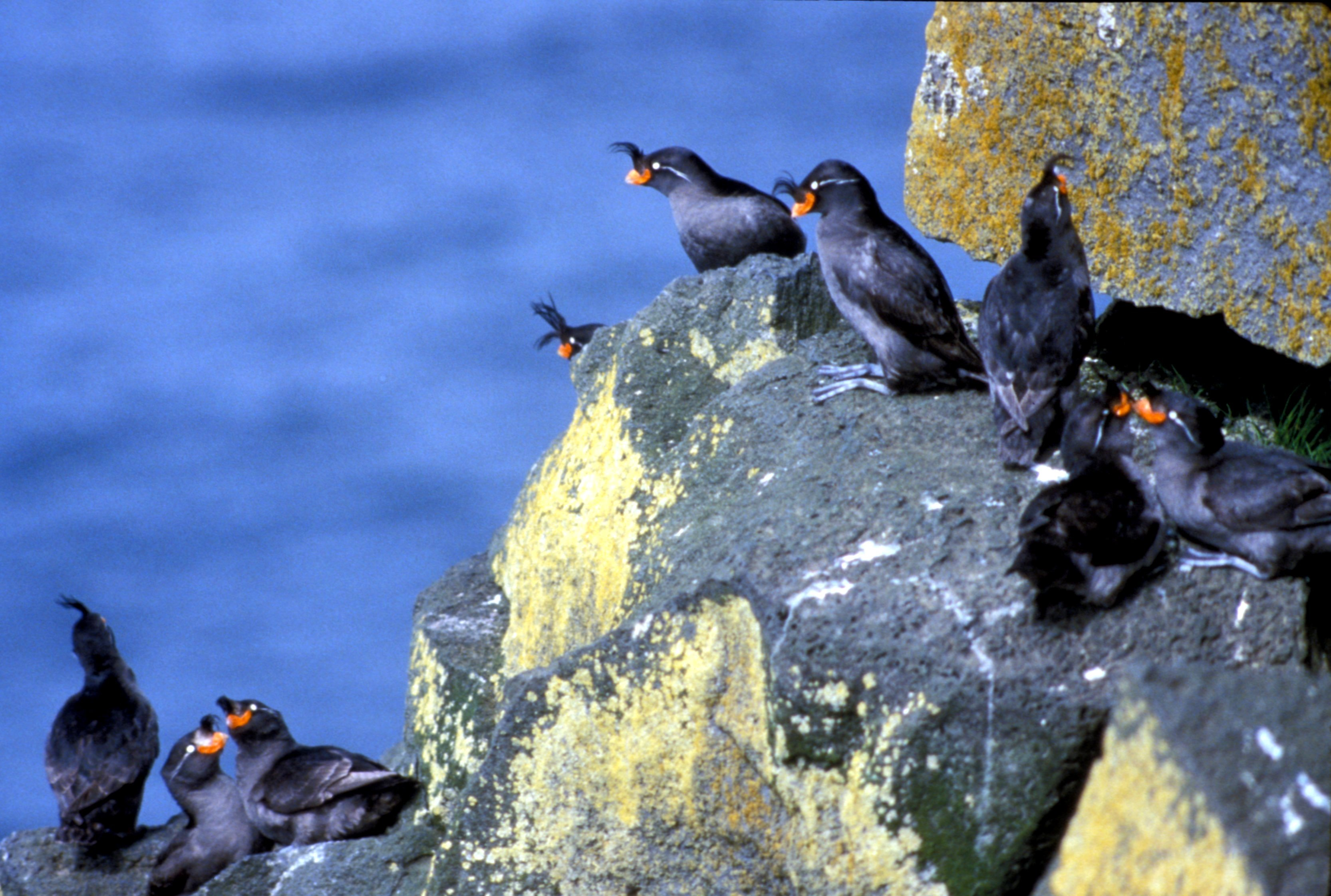
Skupinka alkounků chocholatých

Alkounek chocholatý má přímý let a typicky se vzduchem pohybuje ve vyšších polohách než jiní alkovití. V době hnízdění se živí zooplanktonem (vznášivky, různonožci aj.), občas uloví i desetiramenatce nebo rybu. Alkounek chocholatý je znám specifickým zápachem svého opeření, které bylo přirovnáváno k pachu citrusových plodů. Tento zápach se zesiluje v průběhu hnízdního období a bývá spojován s vyjádřením individuálních kvalit jedince. Může sloužit i jako jakýsi přírodní repelent proti vnějším parazitům. Pach je natolik silný, že člověk může kolonii alkounků chocholatých ucítit i na kilometrovou vzdálenost.
Vokální projevy jsou rozmanité a zahrnují různé trubkovité zvuky, kterými se alkounci chocholatí ozývají hlavně v době hnízdění. Tyto hlasové projevy jsou důležité především během námluv a jak se partnerské pouto utužuje, volání partnerů se synchronizuje. Samci typicky vokalizují častěji než samice. K přirozeným predátorům patří hlavně racci (racek šedokřídlý či šedý) a draví ptáci (sokol stěhovavý, raroh lovecký); zbytky alkounka chocholatého byly nalezeny i v žaludcích dravých ryb, jako je platýs tichomořský (Hippoglossus stenolepis) a treska obecná (Gadus morhua).

### Hnízdění

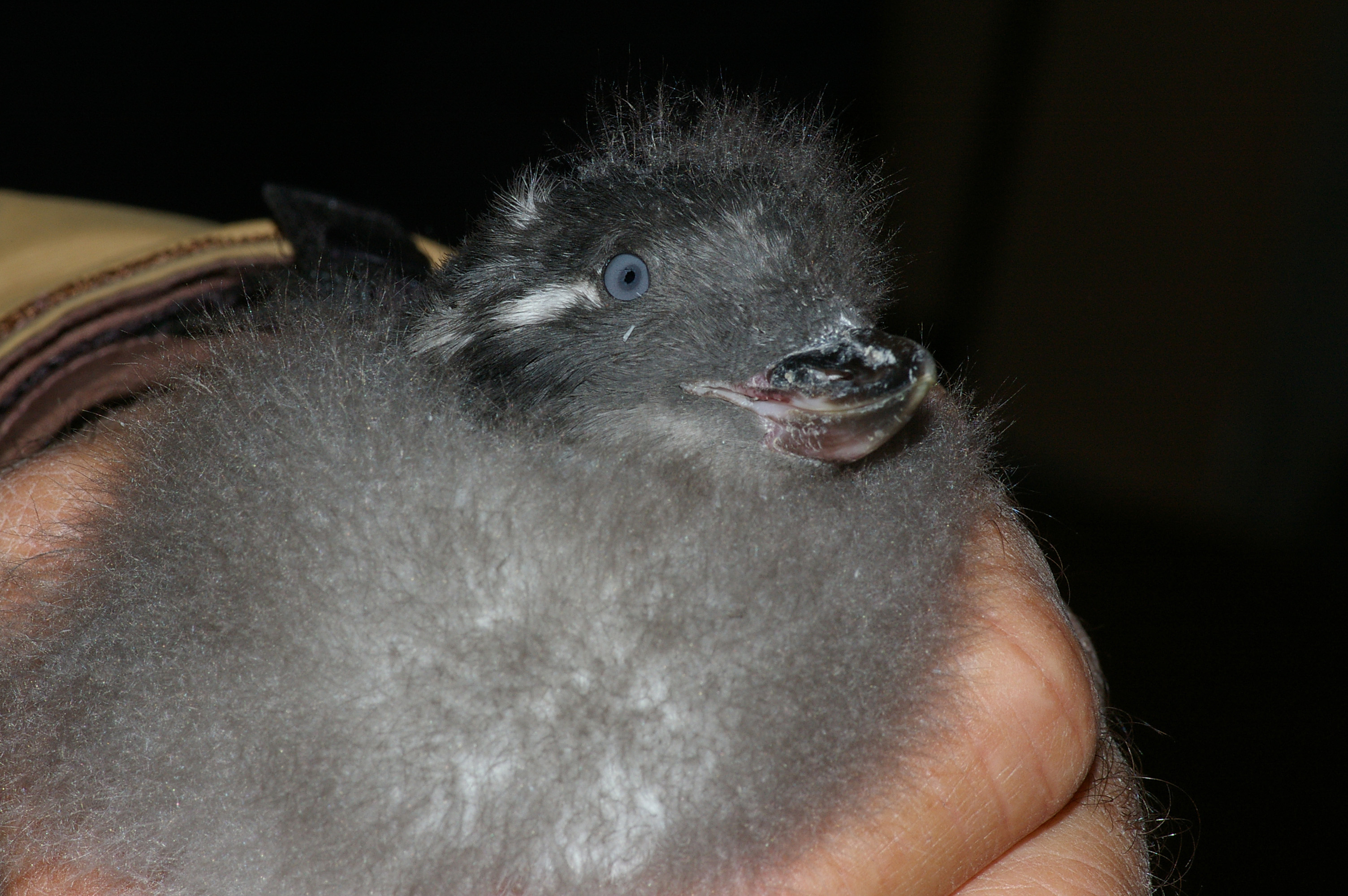
Ptáče (ostrov Svatého Vavřince)

Většinu života tráví na moři daleko od pobřeží a na pevninu přilétá pouze za účely hnízdění. V závislosti na lokalitě začne na pevninu dolétávat od konce dubna do počátku června. Hnízdí v početných koloniích, které bývají přítomny v těsné blízkosti moře. Tyto kolonie mohou zahrnovat až milion ptáků. Bývají velmi hustě osídleny, hnízda někdy bývají od sebe jen 30 cm. Utváří monogamní páry, které typicky trvají pouze jedno hnízdní období, avšak mohou přetrvávat i po vícero let. Výrazná chocholka alkounků je považována za důležitý prvek námluv; jedinci s delšími chocholkami mají větší šanci nalézt partnera a zahnizďují dříve.
Hnízdo si nestaví, samice klade vejce přímo na dno skalní škvíry nebo pod balvan, občas na zem vystlanou oblázky. Samice klade pouze jedno bílé vejce o velikosti kolem 54×39 mm a váze kolem 36 g. V sezení na vejci se oba rodiče střídají. Po přibližně 34 dnech se rodí ptáčata, která jsou oděna do prachového šatu šedých a černých odstínů. Rodiče ptáče vykrmují potravou donesenou ve voleti. Alkounek chocholatý vyvádí pouze jednu snůšku ročně.

## Ohrožení

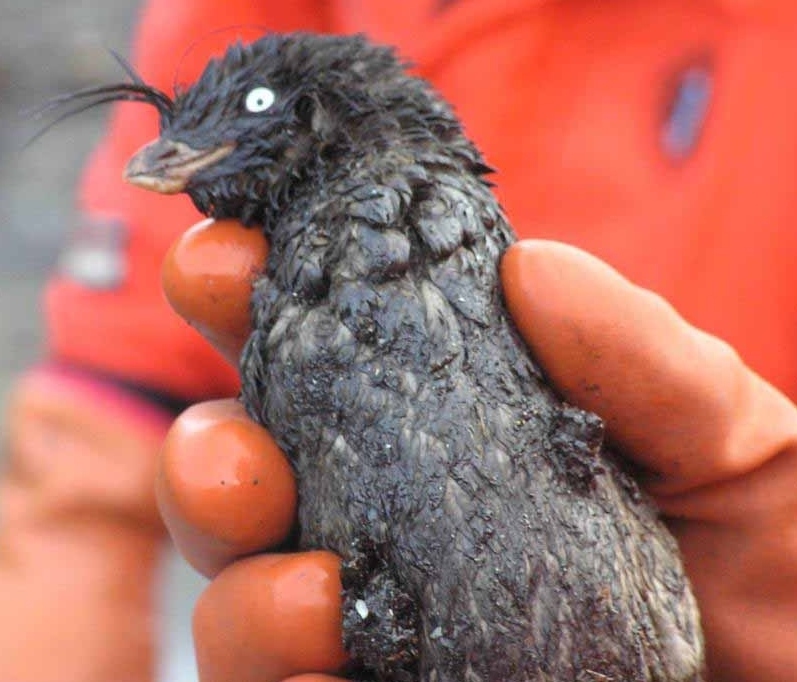
Alkoun chocholatý potřísněn ropou (ostrov Unalaska)

Vzhledem k rozlehlému areálu výskytu i početné populaci je druh hodnocen jako málo dotčený. Mezinárodní svaz ochrany přírody (IUCN) nicméně přiznává, že populace druhu je na pomalém ústupu. Hrozbu druhu představuje probíhající globální oteplování, které ovlivňuje distribuci většího zooplanktonu, což má přímý vliv na přežití mláďat. V některých oblastech alkounkům chocholatým ubližuje predace invazivními živočichy, mj. liškami polárními a obecnými, které byly před rokem 1930 introdukovány na asi 450 ostrovů Aleutského souostroví za účelem podpory obchodu s kožešinami. Z některých těchto ostrovů byli alkouni chocholatí liškami zcela vyhubeni následkem predace lišek. Ve druhé polovině 20. století se nicméně situace zlepšila a lišky byly vyhubeny z 90 % ostrovů Aleutského souostroví; k roku 1996 bylo známo jen 46 ostrovů s těmito predátory.
K dalším invazivním predátorům patří potkani. Problém představují i ropné skvrny, na které jsou alkounci chocholatí zvláště hákliví, protože se vyskytují na moři v masivních hejnech, takže i menší skvrna může mít výrazný vliv na velké množství ptáků, pokud se objeví ve „správný čas na správném místě“. Alkounci chocholatí jsou loveni domorodými obyvateli Aljašky. Lov pokračuje dodnes, avšak nepředstavuje výraznou hrozbu pro globální populaci druhu.